# Cent Negres
Els Cent Negres (черносотенцы en rus) va ser una organització terrorista de Rússia. Va operar a principis del segle xx, i les seves característiques més importants van ser els seus violents conservadorisme nacionalista, el qual va ser fortament anti-occidental, xenòfob, anti-liberal i tradicionalista, i el seu antisemitisme.
En esclatar la Revolució Russa, l'organització va prendre part pels tsaristes. Els seus dirigents van ser empresonats durant aquest conflicte, però, posteriorment, van ser alliberats, durant el govern de Aleksandr Kérenski.
L'antisemitisme militant dels Cents Negres els va fer participar en nombrosos pogroms; fins i tot, van acusar els jueus de portar a terme crims rituals durant la pràctica de la seva religió.